# رولادور
رولادور (بالبرتغالية: Rolador‏)؛ بلدية تابعة لولاية ريو غراندي دو سول في البرازيل. بلغ عدد سكانها 2542 نسمة بحسب تقديرات عام 2015، في حين تصل مساحتها إلى 295.01 كيلومتر مربع. تبعد 524 كم عن مدينة بورتو أليغري.

## البلديات المحيطة
- ساو بيدرو دو بوتيا
- سلفادور داس ميسيس
- سيرو لارجو
- ماتو كيمادو
- كايباتي
- ساو لويز غونزاغا
- روكي جونزاليس